# Уорнер (лунный кратер)
Кратер Уорнер (лат. Warner) — крупный ударный кратер в центральной части Моря Смита на видимой стороне Луны. Название присвоено в честь американского изобретателя и строителя телескопов Вустера Рида Уорнера (1846—1929) и утверждено Международным астрономическим союзом в 1976 г. 

## Описание кратера

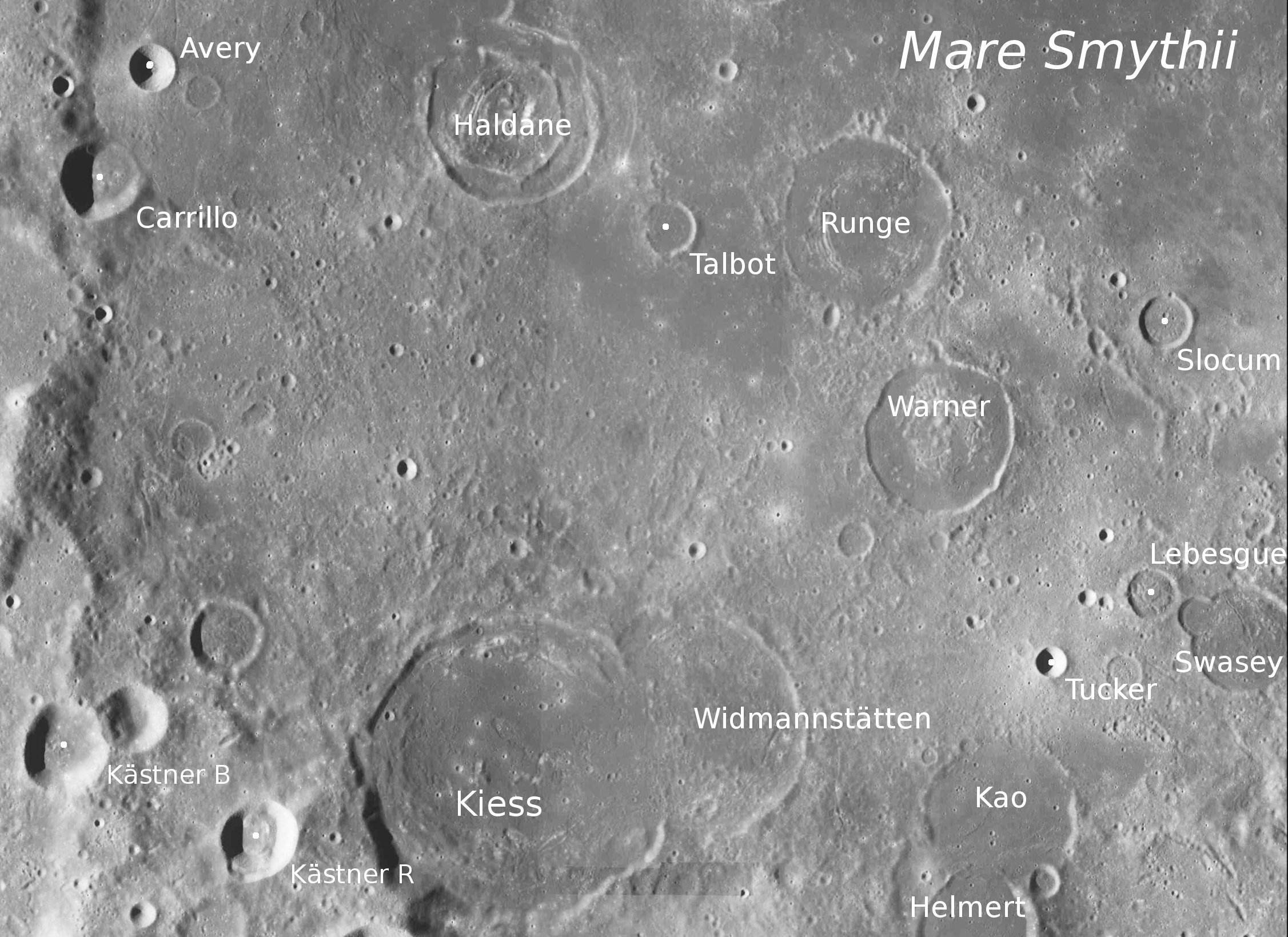
Окрестности кратера Уорнер. Снимок зонда Lunar Reconnaissance Orbiter.

Ближайшими соседями кратера Уорнер являются кратер Тальбот на северо-западе; кратер Рунге на севере; кратер Слокум на востоке-северо-востоке; кратеры Лебег и Такер на юго-востоке, а также кратер Видманштеттен на юго-западе. Селенографические координаты центра кратера 3°59′ ю. ш. 87°21′ в. д. / 3,98° ю. ш. 87,35° в. д., диаметр 34,5 км, глубина 250 м.
Кратер Уорнер полностью затоплен базальтовой лавой над поверхностью которой выступает лишь узкая вершина вала циркулярной формы с седловатыми понижениями в северной и южной части. В чаше кратера располагаются остатки меньшего кольца из нескольких концентрических хребтов. Двойной вал нехарактерен для кратеров данного размера и по всей вероятности меньшее кольцо представляет собой остатки другого кратера. По морфологическим признакам схож с кратером Рунге.

## Сателлитные кратеры
Отсутствуют.

## Галерея

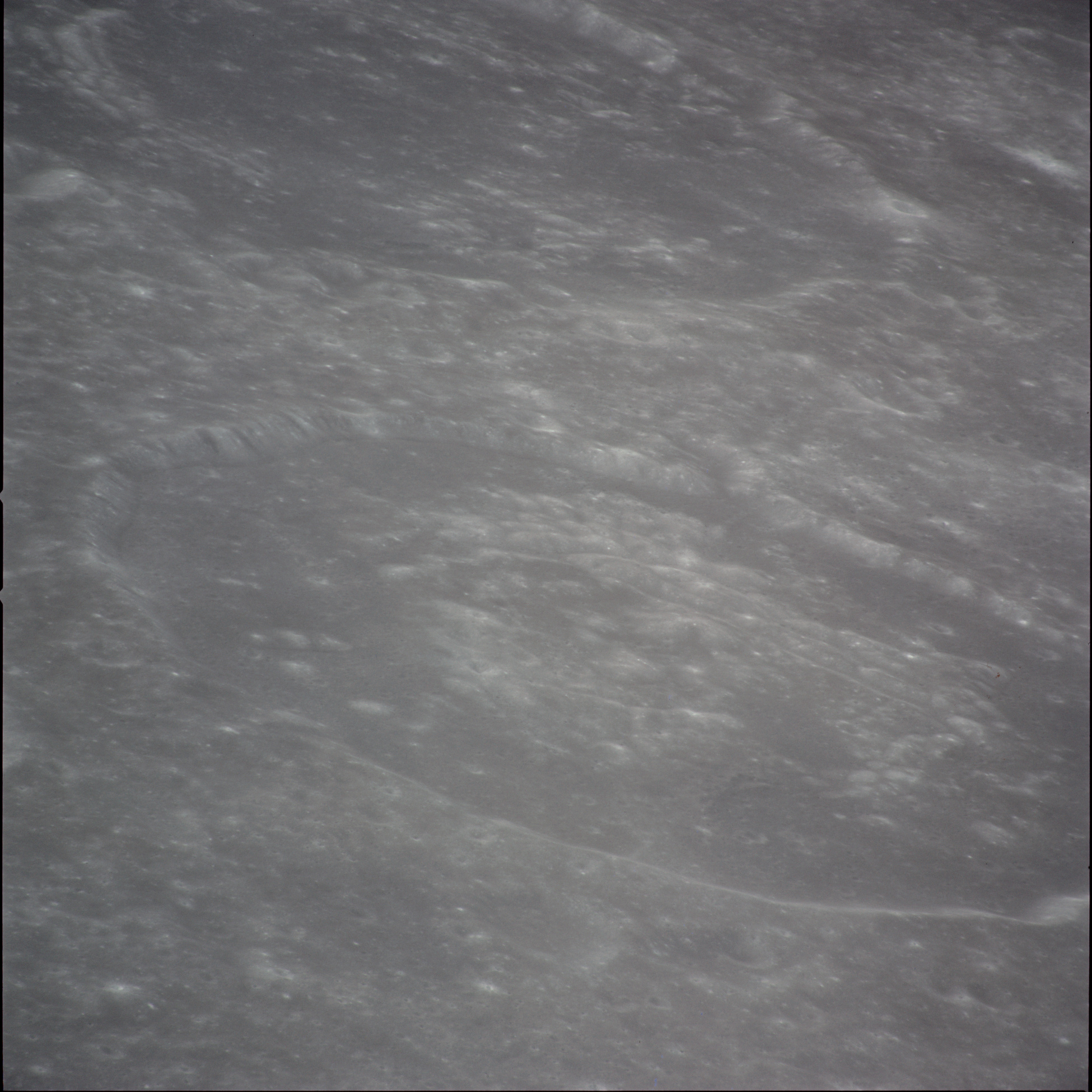
Снимок кратера Уорнер с борта Аполлона-14.

## См.также
- Список кратеров на Луне
- Лунный кратер
- Морфологический каталог кратеров Луны
- Планетная номенклатура
- Селенография
- Минералогия Луны
- Геология Луны
- Поздняя тяжёлая бомбардировка